# Zofia Ptach
Zofia Ptach (ur. 20 marca 1896, zm. 1970) – polska hafciarka. Współtwórczyni szkoły żukowskiej haftu kaszubskiego.
Była członkiem Zrzeszenia Kaszubskiego. Jej siostrą była Jadwiga. Obie to wnuczki Marianny z d. Okuniewskiej (ur. 1820), która była hafciarką – uczennicą ostatnich norbertanek w Żukowie. Przyczyniła się do tego, że nadal żywe są tradycje dawnego haftu klasztornego.